# Tossal de les Santes Creus
El Tossal de les Santes Creus és gran turó que presideix el nucli urbà d'Almacelles, des de la seva vessant nord, és usat com a parc. Ha estat sempre integrat a la xarxa urbana de la vila, a diferència del Vilot (l'altre gran turó icònic proper), que sempre ha romàs aïllat del centre urbà d'Almacelles.

## Primeres actuacions en el Tossal de les Santes Creus
Poc en sabem dels usos que se li van donar a aquest promontori situat a la banda nord-oest de la vila, més enllà que la seva fesonomia va condicional l'establiment d'un seguit de basses als seus peus, aprofitant les escorrenties que es produïen en dies de pluja i reconduint-les, aprofitant el desnivell del terreny, cap a la Bassa Bona que havia situada on hi ha actualment la plaça Fortuny per la banda de llevant d'aquest tossal; i cap a la Bassa Dolenta, que servia per a l'abeuratge del bestiar, aprofitant els desnivells del turó per la banda de ponent. D'aquestes conduccions que recollien les aigües pluvials, encara en resten testimonis com el mateix carrer del Canal, que es refereix a una d'aquestes canalitzacions.
També en sabem de l'ús litúrgic o cerimonial que se li donà des d'un primer moment al cim d'aquest tossal com el lloc escollit per culminar les processons de Setmana Santa. Segurament, des del primer moment que es van oficiar aquest tipus de processons a la nova vila, cap a finals del segle xviii, se’l va concebre com el mont Calvari local on fer els oficis religiosos de rigor. Trobem que en el Cens de Rústega de 1807 i en el Cadastre de 1815 ja se’l coneix com a Tossal de les Creus, fet que ens confirma aquest fet. Curiosament, encara avui en dia, la processó del Calvari del Divendres Sant al matí transcorre entre el temple parroquial i la part més alta d'aquest turó. Antigament s'hi col·locaven tres grans creus en aquest indret.

## Un nou barri
El fet de construir la via fèrria en aquell indret va comportar dues grans actuacions urbanístiques. D'una banda, una immensa trinxera que separaria per complert els turons del Vilot i el de les Santes Creus, a més de crear una barrera física que impediria el creixement urbà reglat i homogeni que s'anava practicant en altres àrees de la vila.
L'altra gran actuació fou que, de resultes de la posada en funcionament de l'estació de ferrocarril i com a gran pol d'atracció econòmica que aquest fet comportà durant la segona meitat del segle xix, es va bastir una nova barriada de caràcter més humil a redós del camí que menava des del centre urbà d'aquella època –que s'iniciava a la plaça Fortuny- i que anava cap a la Saira. La construcció en diagonal d'aquella barriada tindria com a vial principal aquest camí, que acabaria sent el carrer de l'Estació, i desvirtuaria per complert la retícula ortogonal originària del segle xviii. A banda i banda del carrer de l'Estació s'estenien petits carrerons i travessies, estenent-se des del carrer del Raval Alt pel nord, fins al carrer de Sant Isidre pel sud.

## Què fer en aquell tossal?
El poble anava creixent i aquell turó que relligava les darreres cases del poble pel nord no oferia cap mena d'atractiu. Era el turó on s'estenien els ravals, els darrers corrals. Era el turó que tallava tota mena d'accés més enllà, amb la via fèrria per una banda i amb una bòbila per l'altra, amb tota la maquinària d'extracció d'argiles, dipòsits i barreres que allò comportava i que feien poc atractiu aquella mena de mur d'argila.
També s'hi va bastir, a peu del tossal de les Santes Creus, la nova caserna de la Guàrdia Civil (1916) i gran part del vessant oest del tossal se’l van fer seu les famílies dels guàrdies, on van disposar tota mena de corrals, barraquetes i tancats on poder posar i criar animals per al seu autoconsum.
El 1916 també es comença a fer el camí carreter que anava d'Almacelles a Almenar, tot resseguint el tossal per la banda sud i aprofitant el traçat d'un antic camí que anava per la banda de baix del serrat del Fenollet.
Tanmateix el 1919 es construeix, a peu de l'antic camí de Sant Joan i a tocar del tossal per la banda de Ponent, el nou Liceu Escolar que el pedagog Frederic Godàs va voler bastir en aquest indret per ser un lloc ventilat, no gaire allunyat de la població i amb prou espai per bastir dos grans patis d'esbarjo. Seria, possiblement, la única excepció que donaria un cert interès a apropar-se a aquell turó ple de barreres i amb poc interès pels vilatans.
El 1921, el veí Pere Simó, sol·licita llicència per instal·lar, als peus mateix del tossal de les Santes Creus per la banda de ponent, una bòbila amb forn perpetu tipus Hoffman, que s'hauria de nodrir de les argiles que s'extraguessin del tossal. El projecte, obra de l'enginyer Eusebi Martí Larrich, fou aprovat i en un parell d'anys la nova bòbila començava a treballar a ple rendiment. Cal fer especial incís en aquesta fàbrica de maons, ja que de les seves extraccions se'n derivarien modificacions significatives en la morfologia i en els usos que es donarien anys més tard a tot aquest àmbit. Com a curiositat cal esmentar que durant seixanta anys, la xemeneia de la Bòbila Simó, Casanovas i González, fou la construcció més alta de la vila amb 35 metres d'alçada.
El 1923 l'empresa Chordi & Cía. instal·la per primer cop dalt del turó el primer transformador elèctric de la vila. Seria el primer precedent d'antenes i repetidors diversos que es van anar col·locant anys després al promontori.
El 1934 uns despreniments de roques del vessant oest del tossal cauen cap al pati de l'antic Liceu Escolar, aleshores ja col·legi públic de nois. El perill que comportava més despreniments d'aquell tipus va fer que l'ajuntament ordenés l'11 d'abril d'aquell mateix any les primeres obres d'escapçament i reforç dels vessants del turó, així com la construcció d'una mena de camí de ronda que servís per parar despreniments de la part alta del tossal cap avall i, alhora, servís de connexió entre una punta i l'altra del tossal per la part baixa d'aquest.

## Instal·lació d'un gran complex escolar
Almacelles no parava de rebre nouvinguts des del moment en què es començar a posar en reg el terme i l'economia començava a rutllar. Durant els primers anys trenta es fa un gran esforç inversor en ampliacions, tant pel que fa en el col·legi de nois com en el de noies. Malgrat tot, les ampliacions no eren suficients per una població escolar que augmentava any rere any de manera quasi exponencial. L'estiu de 1934, es planteja per primer cop, ateses les facilitats que oferia el Comissionat per a l'Educació de la Generalitat republicana, la construcció d'un gran complex escolar que acabés d'una vegada per totes amb la massificació escolar que patia Almacelles.
L'abril de 1936 s'inicien els tràmits de redacció d'aquest gran complex escolar que hauria de tenir dotze graus i se'n farà càrrec l'arquitecte Josep Florensa, que valora l'obra en unes 160.000 pessetes de l'època (962 euros). Davant aquesta proposta es plantegen dos grans problemes: l'un serà l'enrariment polític que desencadenarà en la Guerra Civil espanyola i que paralitzarà qualsevol projecte iniciat per la Generalitat republicana. L'altre, que l'Ajuntament només disposava de dues grans parcel·les de terreny capaces d'hostatjar un complex com aquell. Un dels proposats era aprofitar la plataforma que sorgiria de l'esplanació de la part alta del tossal de les Santes Creus. L'altre, ubicar-lo en uns terrenys propers a l'avinguda projectada com la Rambla d'Almacelles, que estava ideada a ser el gran passeig dels almacellencs en un futur.
La polèmica per ubicar un gran complex escolar no s'esvaïa amb els anys. Continuava l'aposta per fer-ho dalt del tossal de les Santes Creus i l'any 1973, l'aleshores alcalde de la vila, n'Amadeu Vilanova confirma en una entrevista l'adquisició d'uns terrenys propers al recentment inaugurat Camp d'Esports per fer realitat aquell gran col·legi públic que aglutinés totes les línies fins aleshores disperses en diferents edificis.

## Finalment es pren una decisió: el gran complex educatiu es farà dalt del tossal de les Santes Creus. Comença la primera gran transformació del turó
El mateix 1978 s'encarrega el projecte d'accessos, clavegueram i subministrament d'aigua dalt del tossal a càrrec de l'arquitecte Salvador Costa i Torres. Un any més tard (1979) s'iniciava l'esplanació de la part alta del tossal i amb l'abocament de les terres sobrants s'unifica el pendent del turó, deixant àmplies zones amb terrenys sense gaire compactació. També es procedeix a la construcció de la gran escalinata en ziga-zaga de balcó rodó en els vèrtexs que havia de donar accés a l'alumnat des de la part baixa de la població venint del carrer d'Orient; motiu pel qual s'enderroca una casa del carrer de Sant Antoni i s'habiliten unes escales d'accés per salvar el desnivell del terreny entre els carrer de Sant Antoni i el de la Bassa del Molí. El 1980 es presenta el projecte del nou complex escolar i el mes de setembre de 1981 s'inicien les obres, inaugurant-se finalment el mes de març de 1984 a càrrec de l'aleshores president de la Generalitat, Jordi Pujol i Soley.

## Anys 80 i 90, decadència i consolidació del tossal de les Santes Creus com a barrera física i mental dels almacellencs
Un cop es posà en marxa el col·legi públic dalt del tossal de les Santes Creus es va fer palès un fet, que malgrat la urbanització d'una part d'aquell tossal per facilitar l'accés a la població escolar i als automòbils fins dalt del promontori, no va acabar de reeixir. L'objectiu que la població es fes seu aquell turó, i que formés part de la vila com una gran zona verda i d'equipaments que pretenia ser no va acabar de quallar i va restar durant anys més com un inconvenient que com un recurs del què treure’n profit.
La morfologia del turó tampoc hi ajudava: un terreny feréstec, àrid, sense cap mena de arbrat en els seus vessants a excepció de la típica de les zones ermes i estepàries. Per acabar-ho d'adobar l'any 1989 es van instal·lar un seguit d'antenes i repetidors de televisió que encara van enlletgir més la part alta del tossal. Es feia difícil l'accés i es donava tota l'àrea per perduda. Un sector que era voltat dels darreres de les cases, corrals, granges, naus abandonades, una carretera que feia de barrera pel vessant est i una via fèrria que també era una ferida oberta a tot aquell qui gosava atansar-se pel carrer del Dr. Agustín. En definitiva, un lloc del tot desaconsellable per fer un tomb o passar l'estona més enllà d'anar i sortir del centre escolar i amb els perills que suposaven les caigudes que podien patir els escolars tossal avall.

## Primeres actuacions per adequar l'entorn del Tossal de les Santes Creus i transformar-lo en una gran zona verda de 20.000 m²
Durant la primavera de 1991, aprofitant les celebracions relatives al Dia de l'Arbre, alumnes del centre escolar van iniciar una reforestació als peus del tossal, tot resseguint la carretera d'Alfarràs.
Anys més tard es repetiria l'experiència amb la plantació d'alguns pins i xipressos al voltant del perímetre del tossal per la banda de dalt. D'una banda es volia aconseguir ombra, una tanca de seguretat natural en els llocs més perillosos i que la vegetació plantada s'encarregués d'afermar els sòls, fàcilment erosionables.
Caldria esperar els primers anys del nou segle XXI per veure algunes de les actuacions que transformarien el tossal i tot el seu entorn, i que farien finalment que aquest turó formés part dels llocs preferits per al gaudi dels almacellencs.
Es va plantejar què fer amb aquell tossal per integrar-lo de manera definitiva en la xarxa urbana d'Almacelles, i en l'ànima dels seus vilatans. L'Equip de Govern va veure clares algunes de les mesures més urgents, i d'altres més a mig i llarg termini, però que calia entomar per transformar tot aquell sector en un lloc atractiu, viu i que fos dinamitzador de tota una barriada que s'havia anat disposant d'esquenes al tossal.

## Cronologia d'actuacions

### 2003
S'estrena el primer pas de vianants elevat al carrer de la Bassa del Molí. Aquest pas de vianants va ser pioner a la comarca del Segrià i permetria un millor i més segur accés als escolars que vinguessin pel carrer d'Orient. També s'obre una nova rampa d'accés a partir d'aquest punt per facilitar l'accés a les persones amb problemes de mobilitat.
      Es comencen els treballs de condicionament d'un dels vèrtex del tossal, el que confronta el carrer del Nord, amb els del Canal i el de la Bassa del Molí. En un primer moment, es delimita un xamfrà amb vorada que limiti la baixada de llims cap al carrer Major els dies de pluja. Poc més tard, serà l'origen de la Plaça del Tossal.
      Aquell mateix any l'Ajuntament d'Almacelles acorda que l'antic Col·legi Pitàgores, aleshores abandonat i amb greu perill d'ensorrar-se, passés a ser la seu d'un museu sobre l'urbanisme il·lustrat de la població i sobre la història de les ciutats de característiques similars a les d'Almacelles. Aquesta millora comportaria la rehabilitació de l'entorn de l'edifici i, de pas, el condicionament d'una part del sector de ponent del tossal de les Santes Creus.

### 2004
S'inaugura la Placeta del Tossal, avui Plaça de Teresa Rodrigo: L'actuació consistí en un reforçament i un mur de contenció de part de la base que delimita amb els carrers de la Bassa del Molí i del Nord, transformant l'argila i la roca del tossal en un mur de pedra calcària d'escullera que s'integra en el paisatge i que dignifica l'entorn, aprofitant els desnivells per crear un seguit de rampes que facilitin l'accés a les parts més altes i suprimint, al mateix temps, les barreres arquitectòniques que aquesta obra comportava. En la part que conflueix amb els carrers de la Bassa del Molí, del Canal i del Nord, s'hi adaptà una placeta que comptaria amb lloc d'esbarjo per a la mainada i que ajudaria a interconnectar altres carrers situats en la zona. El pressupost d'aquesta actuació fou de 48.000 euros.
      Amb motiu de l'inici dels treballs de condicionament de l'antic Col·legi Pitàgores com a museu, es fan els primers treballs de construcció de murs de contenció per subjectar algunes parts del tossal i evitar despreniments que poguessin afectar els treballs del nou museu.

### 2006
S'instal·len les primeres rampes d'accés pel vessant sud del tossal: A partir d'aquell estiu es condicionen un seguit de rampes per accedir al tossal de les Santes Creus i al centre escolar, eliminant les barreres arquitectòniques existents fins aleshores. Aquelles primeres rampes d'accés i el camí que envolta el turó d'est a oest seria l'embrió del futur Passeig de les Lletres.

### 2008
·       Plaça de Frederic Godàs i Legido: Fou la primera de les places que es van crear a l'entorn del Tossal de les Santes Creus. Comprenia una rotonda de distribució de trànsit entre els carrers del Raval Alt i la sempre transitada Ctra. d'Alfarràs i l'inici del carrer de Sant Josep. A més, s'hi afegia una petita zona verda amb una zona d'aparcament que donava sentit a tot el conjunt. En aquest cas, s'aprofità l'avinentesa de les Festes de la Mercè de 2008 per tal de convidar un net de l'homenatjat i altres familiars de qui fou considerat un dels més grans i millors pedagogs catalans del segle xx. Creador del Liceu Escolar de Lleida, també va apostar per obrir una delegació a Almacelles l'any 1916. S'iniciava així la posada en valor d'aquest personatge que tant va fer per l'ensenyament a casa nostra i a Almacelles i, al mateix temps, s'arranjava una zona que fins aleshores havia romàs un tant degradada.
·       El novembre d'aquell mateix any, una altra actuació urbanística resultava de vital importància per a la millora i adequació de l'altre gran accés al tossal de les Santes Creus i a l'Escola Antònia Simó. Es tractava de la substitució de l'antic pont sobre la via fèrria per una nova plataforma molt més ampla, amb voreres a banda i banda i nova il·luminació. Es facilitava així, un accés més còmode i més segur al recinte escolar, als veïns del barri del Vilot i a la zona nord de la població.

### 2009
·       Plaça de Marc Vitruvi: Fou l'altre gran espai guanyat al voltant del tossal. En aquest cas, es tractava de la gran avantsala del Museu d'Arquitectura i Urbanisme que havia sorgit arran del condicionament de l'antic pati del Col·legi Pitàgores. El millor lloc des d'on es pot apreciar l'edifici modernista de 1919, obra de Joan Bergós i Massó, així com altres elements interessants: la rèplica del mil·liari romà trobat a finals del segle xix prop de la Clamor d'Almacelles i que assenyalava la via romana que passava pel nostre terme i l'impressionant escultura, cedida per l'escultor argentí instal·lat a Lleida, Miguel Ángel González titulada “Entre tots”.
·       El juny d'aquell mateix any s'inicien les obres de reforç del vessant oest del tossal de les Santes Creus, amb la col·locació d'un cinturó de pedra d'escullera i el perllongament del carrer del Nord i del que aleshores era una mena de ronda del tossal. Aquest mur es va enjardinar posteriorment i va ser el lloc escollit per ubicar les antigues tapes de sitja que es van trobar sota els Porxos de la Vila durant les obres de reforma del centre històric, i que es van disposar a mode d'elements escultòrics.

### 2010
·       El mes de març d'aquell any, i amb la finalitat de reforestar tot el vessant del tossal de les Santes Creus d'Almacelles, es va procedir a la primera gran plantació d'arbres autòctons al voltant de tot el turó. Es tracta d'alzines i oliveres que es disposaran en tres filades i que pretén ser un pas més en la transformació d'aquest indret en el futur Parc Botànic d'Almacelles.

### 2011
·        Durant el marc de la Festa de l'Aigua d'aquell any (27 de febrer), va tenir lloc la inauguració de la plaça de Josep Carner i Garriga. En aquest cas, es tractava de millora i condicionar uns terrenys que estaven condicionats pel pendent i els terrenys a tocar de la via situats entre el carrer del Dr. Antonio Agustín, Ponce de León i Raval Alt. Un sistema de rampes amb vegetació variada i la configuració d'un espai com a plaça amb parc infantil i una escultura de record a aquest professor, poeta i pedagog barceloní establert a Almacelles cap l'any 1950, van ser prou atractius per fer d'un racó fins aleshores ple de males herbes i abandonat, en un dels més concorreguts pels que hi passen a diari camí de l'escola. Poc més tard, també s'arranja un pati annex per a adequar-la com a zona d'estacionament dissuasiu, i evitar que es col·lapsin els accessos principals de l'escola Antònia Simó i Arnó.

### 2012
·       El mes de gener es duen a terme els primers treballs de construcció d'un tram del que seria la futura Ronda de Mariano Gomà Pujadas. Amb aquesta ronda es vol aconseguir crear un nou accés des de la zona sud d'Almacelles fins als accessos de l'escola Antònia Simó, a la carretera d'Alfarràs, al camí dels Pedregals i a la variant nord de la N-240. Amb aquest nou vial, neix un nou accés de gran importància i vital pel que fa la mobilitat viària del centre urbà. També es permetrà una nova regulació de tot el trànsit rodat que es registra en els carrers de l'Estació, del Dr. Agustín, plaça Fortuny, Enric Prat de la Riba i Raval Alt. Porta el nom de l'arquitecte Mariano Gomà i Pujadas, un dels arquitectes lleidatans més destacats del segon terç del segle xx, autor d'innumerables projectes a Almacelles i el primer que va planificar aquesta ronda l'any 1957, en la seva proposta de planejament; un encàrrec de l'aleshores alcalde Francesc Anastasi que, 55 anys més tard, es podria començar a definir i dur-ho a la pràctica.
·       El mes d'agost s'inicia un tram més del camí que hauria d'esdevenir el Passeig de les Lletres, i que volta el turó de les Santes Creus pel seu vessant sud. En aquesta fase es reprèn el passeig que havia quedat aturat a l'alçada de la plaça de Frederic Godàs i es continuarà fins a l'accés del tossal i del centre educatiu per la banda de la Carretera d'Alfarràs.

### 2013
·        Durant el mes de setembre, coincidint amb l'inici del curs escolar, l'Ajuntament d'Almacelles inaugura el Passeig de les Lletres i l'Espai del Mestre Jordi Boix, amb la finalitat de millorar l'entorn d'aquest turó, eliminar barreres arquitectòniques per accedir de manera més còmoda i segura al centre educatiu i enjardinar una de les àrees que més ho necessitaven. Aquest passeig permet un accés pràcticament pla i accessible al centre escolar. Així, s'han instal·lat un seguit de pedra d'escullera que reforcen els vessants del turó i que impedeixen possibles esllevissades, s'han plantat arbustos i arbres en tot el recorregut, s'ha dotat de nova il·luminació i el que és més curiós, s'ha dotat tot el sender d'un seguit de plafons informatius on s'explica el significat de cada lletra que conforma l'alfabet grec i de com deriva cap a l'alfabet llatí. Es tracta, doncs, de dotar de contingut pedagògic i cultural aquest traçat i afegir un valor educatiu per als escolars i demés usuaris que s'apropin a aquest passeig. Al mateix temps, i aprofitant aquesta inauguració, es va oficialitzar la nova denominació dels jardins de l'accés principal del CEIP Antònia Simó, i un dels accessos principals al Passeig de les Lletres, com un espai dedicat al primer professor que exercí a Almacelles: el mestre Jordi Boix; qui va impartir classes de manera ininterrompuda des del 1840 fins al 1890 als més desfavorits de la vila, de manera generosa i altruista. La seva dedicació va fer que el 1925 li concedissin a títol pòstum la condecoració de Cavaller amb la gran creu d'Isabel la Catòlica pels seus mèrits i per la seva brillant tasca en pro de l'educació pública.
En aquell any també es procedeix a l'obertura de l'antic carrer de Ponce de León, entre els carrers del Dr. Agustín i el perllongament de l'Av. del Baró d'Esponellà. Es feia justícia a una vella reivindicació d'obrir i connectar antics trams de carrers que feia dècades que estaven interromputs per antigues edificacions, i que ara sí, permetien una mobilitat entre carrers de la part baixa del carrer de l'Estació i la nova Ronda de Mariano Gomà, així com les noves zones verdes de la plaça de Josep Carner o el Passeig de les Lletres.

### 2015
Finalment, es posa en servei la totalitat del tram de la Ronda de Mariano Gomà que connecta el carrer de l'Estació amb la carretera d'Alfarràs i la resta de ronda que passa per la part posterior del tossal de les Santes Creus fins a connectar amb el carrer del Nord. Aquesta obertura fou força ben rebuda, especialment pels usuaris que porten els alumnes al centre escolar que hi ha en aquest punt, i que ara poden arribar d'una manera ràpida i còmoda sense haver de travessar tot el sector nord del centre urbà. A més, l'obertura d'aquest tram de la Ronda de Mariano Gomà facilita l'accés a la carretera d'Alfarràs i a la variant de la N-240, una ruta molt emprada per vehicles agrícoles i pesants, que ara no hauran de passar pel centre urbà.

### 2017
Amb motiu de donar sortida a la tercera fase de millores de l'entorn del Tossal de les Santes Creus, s'inicien els treballs d'esplanació i excavació de la part del passeig que acompanyaria la Ronda de Mariano Gomà pel vessant nord del tossal, igual que ja es va fer en el seu dia en el vessant sud, amb el Passeig de les Lletres. Aquest passeig consistiria en l'ampliació d'una vorera arbrada i enjardinada, que donarà continuació al Passeig de les Lletres que es va fer fa un parell d'anys en el vessant sud del mateix turó.
Aquell mateix any també es procedeix a reforçar i millorar el mur de pedra d'escullera del vessant de ponent del tossal, ja que un seguit de filtracions provinents de dalt del tossal, van comportar el despreniment d'unes roques al carrer del nord.

### 2018
Amb la finalitat d'evitar filtracions i escorrenties d'aigua pluvial, l'Ajuntament fa una canalització de drenatge que volta el complex escolar per la seva banda nord, i condueix les aigües fins al desguàs principal que les mena cap a la xarxa general de la població. Al mateix temps, també s'arranja un tram del camí d'accés al centre escolar, amb una nova reposició del ferm, la construcció d'unes voreres perimetrals per a la seguretat dels escolars i demés usuaris, la definició d'un lloc apte per fer el canvi de sentit dels vehicles un cop arribats a l'extrem del vial d'accés i la construcció d'un mirador en el vèrtex més occidental del turó, que permetrà veure tot el Pirineu lleidatà i aragonès en els dies de bona visibilitat.
Una altra de les actuacions que es duen a terme durant aquest any fou l'arranjament de les escales del carrer d'Orient, un dels principals accessos al tossal de les Santes Creus des del centre de la vila i que requeria una actuació urgent donat l'estat de les antigues escales i la manca d'il·luminació d'aquest tram de carrer.
·        En el Ple del 4 de desembre de 2018, s'acorda que la plaça del Tossal, com s'havia anat denominant a aquell espai que sorgí l'any 2003 de l'arranjament d'un dels vèrtex del tossal en la confluència dels carrers del Nord, del Canal i de la Bassa del Molí, passi a denominar-se Plaça de Teresa Rodrigo, en homenatge a aquesta científica, investigadora i divulgadora de la física quàntica, natural d'Almacelles i filla predilecta de la vila. Catedràtica de Física per la Univestitat de Cantàbria i presidenta del Consell de Col·laboració Internacional CMS (Solenoide Compacte de Muons), va participar en el darrer gran descobriment de la física quàntica: el Bosó de Higgs. També treballà al Fermilab de Chicago on va participar del descobriment del Quark Top i des del 2011 està al CERN de Ginebra. Ha publicat més de 6 llibres i prop de sis-cents articles per a les publicacions científiques més prestigioses del món. Es continua així, amb l'objectiu plantejat des dels seus inicis de dedicar espais verds, places i zones d'esbarjo de tot aquest àmbit del tossal de les Santes Creus, a homenatjar, recordar i posar de relleu personalitats vinculades amb el món del coneixement i de la docència, estiguin o no vinculats amb Almacelles.
·        Es du a terme l'adquisició de cinc propietats situades als peus del mateix tossal, entre les rampes d'accés al tossal situades en la confluència del carrer d'Orient, el carrer de la Bassa del Molí i el carrer del Raval Alt. Aquesta compra permetrà l'enderroc de totes les construccions que s'hi troben i adequar tot l'espai com a aparcament públic. A més, també es preveu un enjardinament de l'espai i la instal·lació d'un parc infantil per integrar aquest nou equipament en la trama urbana d'aquest sector del tossal de les Santes Creus i fer-lo més accessible i atractiu per a la població. A més, la instal·lació d'una gran àrea d'aparcament en aquest sector també ha de permetre endegar reformes de millora en alguns carrers annexes, amb falta d'actuacions urbanístiques des de fa dècades.

## Què n'esperem del Parc de les Santes Creus del futur?
Aquesta zona ha estat profundament reformada d'uns quinze anys ençà fins a fer-la pràcticament irreconeixible. Tanmateix, encara faltarien un parell de fases més que servirien per acabar de completar una reforma integral, que convertirà aquest turó en un dels atractius més potents i més admirats dels vilatans i de qui ens vingui a visitar.
Així, tindríem encara pendent:
Aparcament públic: Aquest aparcament és una peça imprescindible per donar servei a gran part dels veïns i veïnes d'aquesta zona, a més de millorar tot l'entorn en aquest sector i un dels accessos principals al centre educatiu que es troba sobre el turó. A aquest gran aparcament públic de 700 m² s'hi acabaria afegint una zona ajardinada i un parc infantil per integrar-lo a la trama urbana veïna.
Enjardinament i reforestació del vessant nord: Amb la finalització dels treballs d'urbanització i millora de la Ronda de Mariano Gomà per la banda nord del tossal, aquesta comportaria una posterior reforestació i enjardinament de tot el vessant, tal com es va fer en el vessant sud amb la posada en marxa del Passeig de les Lletres. El fet que aquesta part estigui orientada al nord, i que sigui més humida i ombrívola, permetria incorporar noves espècies arbòries i arbustives, fet pel qual facilitaria l'increment de la varietat de la flora. Cal tenir en compte la funció pedagògica i educativa que tindria aquest fet entre l'alumnat del centre escolar.
Adequació d'un camí o rampa d'accés al turó des del vessant sud: Al mateix temps que es preveu la construcció de tot aquest aparcament en la part de baix del tossal -entre els carrers d'Orient, del Raval Alt i de la Bassa del Molí-, també es preveu l'adequació d'un camí o rampa que permeti l'accés al capdamunt del turó des del vessant sud i deixar en un segon terme les antigues escales d'accés al cim del tossal, que daten dels anys setanta. Es tractaria d'evitar obstacles a totes aquelles persones que amb alguna discapacitat o que pateixen d'una mobilitat reduïda. La idea és substituir-les per un camí en ziga-zaga, molt més accessible, còmode i segur. Al mateix temps, també s'aprofitaria aquesta actuació per millorar paisatgísticament aquest espai urbà.
Enjardinament del vèrtex entre els carrers del Nord, del Canal i de la Bassa del Molí: Possiblement, de totes les parts visibles del tossal de les Santes Creus, el vessant sud que dona en la confluència d'aquests carrers és la més visible i, per tant, la que caldria tenir més present a l'hora de preveure alguna mena d'enjardinament que aglutinés la plantació d'espècies autòctones, que no comportés un reg excessiu, que alhora ajudessin a consolidar el terreny i evitar-ne l'erosió, i que milloressin visualment aquest angle, visible des de molts punts de la vila. Dins d'aquest marc també es consideraria la supressió de l'antiga caseta transformadora de llum per l'impacte visual que suposa.

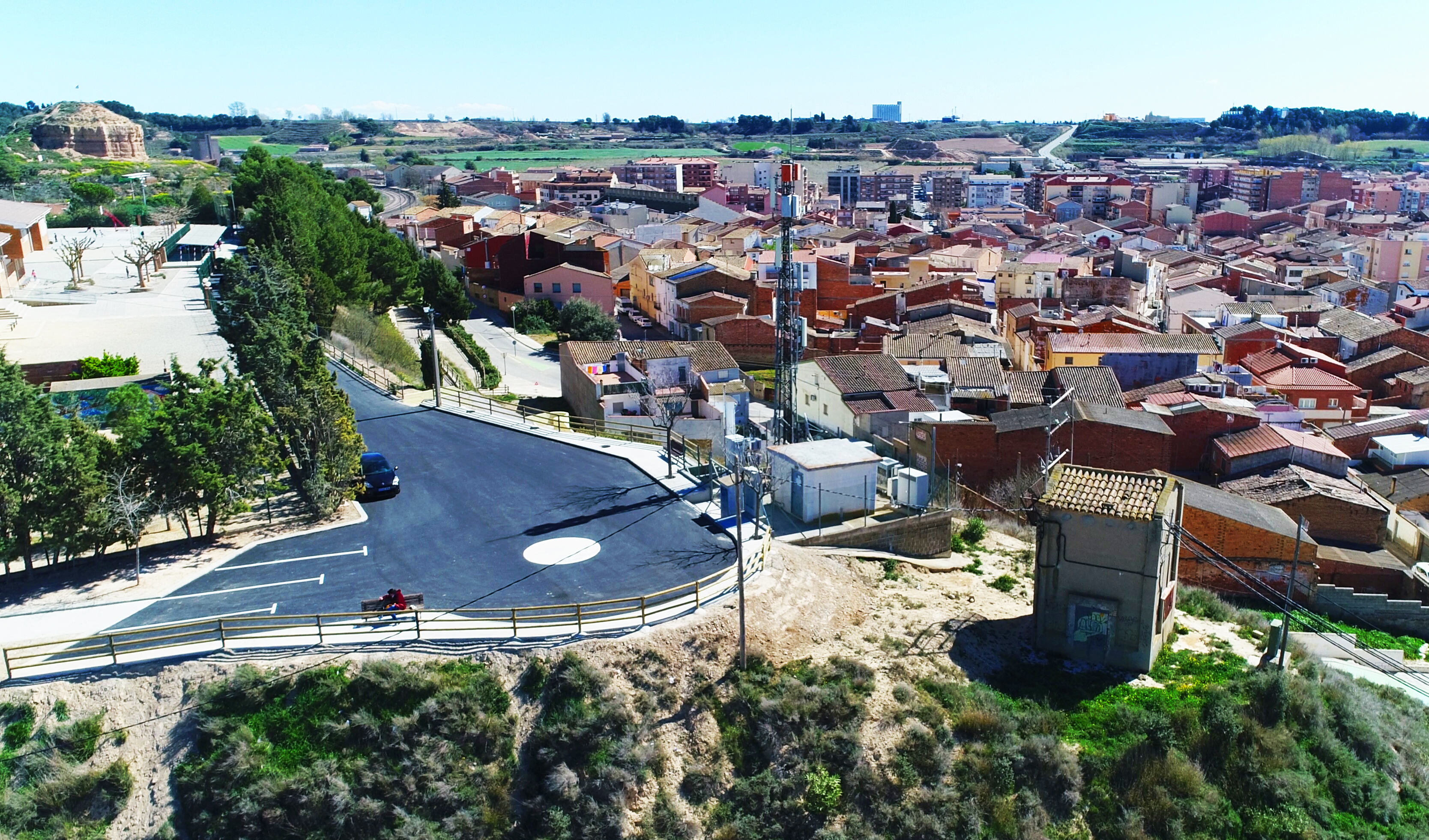

## Punt d'Història Local

### El Mirador
Temps era temps, el Tossal de les Santes Creus no tenia la forma que té en l'actualitat. De fet, encara ens queden algunes fotografies antigues que així ho testimonien. Sobre l'actual plataforma on s'assenta ara mateix el complex educatiu Antònia Simó i Arnó, s'aixecaven dues estructures més, convertint l'actual tossal en la meitat d'alt del que era a principis de segle xx. Aquests turons sobreposats eren de morfologia irregular però sí que s'hi apreciaven les betes de pedra com corones i a sobre els tapassos d'argila que els feien tan recognoscibles, igual que l'exemple veí del Vilot, del què en formà part en el seu dia com un sol promontori.
Es diu que d'aquest segon turó es veien cavitats i forats a la roca. La gent del poble en deia que allí hi vivien bruixes i bruixots, i que era el lloc escollit per la gent que practicava màgia negra, ja que des del seu cim s'albiraven totes i cadascuna de les cases del poble, i era un lloc perfecte per dirigir els maleficis o encanteris cap alguna casa en concret, o veure la lluna i les estrelles… Talment era un lloc màgic i estrany que la gent va denominar aquell “segon turó” com el Tossal de les Bruixes. Malauradament, l'extracció d'argiles de la bòbila propera durant més de sis dècades i l'esplanació als anys setanta per construir el complex educatiu, van acabar amb tot aquell promontori, deixant en el record aquella antiga denominació popular.